# Chorisoneura bisignata
Chorisoneura bisignata är en kackerlacksart som beskrevs av Rehn, J. A. G. 1917. Chorisoneura bisignata ingår i släktet Chorisoneura och familjen småkackerlackor. Inga underarter finns listade i Catalogue of Life.